# Malaspinagletscher
Der Malaspinagletscher liegt an der südlichen Pazifikküste von Alaska (USA) und gehört zu den größten Vorlandgletschern der Erde. 
Der Gletscher wurde nach dem italienischen Seefahrer Alessandro Malaspina benannt.
Als ein so genannter Vorlandgletscher setzt er sich aus verschiedenen Eisströmen zusammen und entsteht durch die Vereinigung mehrerer Gletscher am Fuß der Eliaskette. Der größte Zufluss ist der Sewardgletscher, der eine Länge von 80 km hat. Weitere größere Gletscher, die den Malaspinagletscher speisen, sind der Agassiz-Gletscher im Westen sowie der Marvine-Gletscher im Osten. Der Malaspinagletscher weist eine Breite von 60 km sowie eine Längsausdehnung von 45 km auf. Er bedeckt eine Fläche von rund 2000 km² und mündet in den Golf von Alaska. Eine Besonderheit sind die sogenannten Eisstauseen oberhalb der Talgletscher.
1968 wurde der Malaspinagletscher als National Natural Landmark ausgewiesen.